# Papilio ulysses
Papilio ulysses – gatunek motyla z rodziny paziowatych (Papilionidae). Występuje w północno-wschodniej Australii (wzdłuż wybrzeża Queenslandu), na Nowej Gwinei, Wyspach Salomona oraz Nowej Kaledonii. Zamieszkuje wilgotny las równikowy oraz podmiejskie ogrody. Osiąga rozpiętość skrzydeł 12–14 cm.

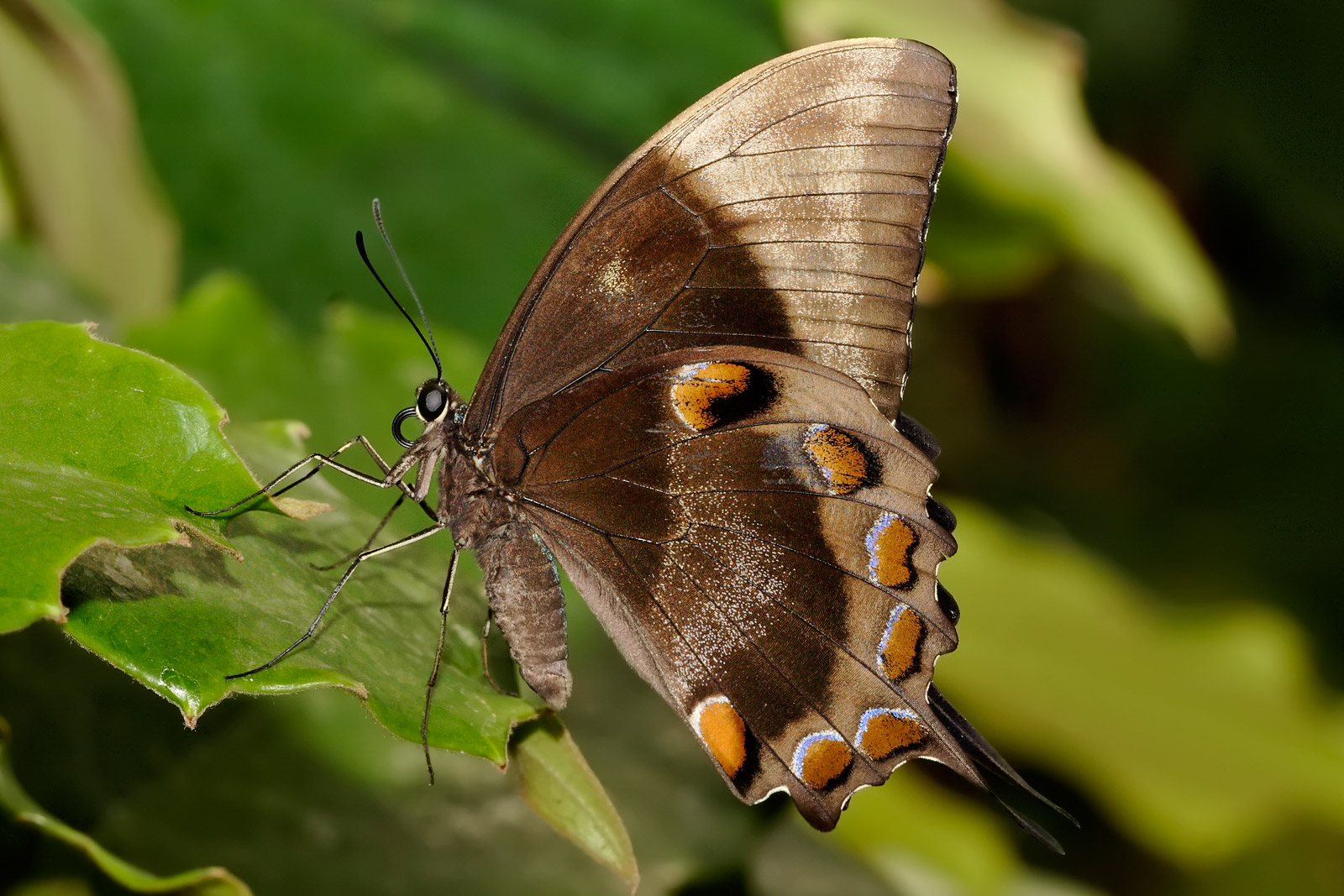
Papilio ulysses w ogrodzie zoologicznym w Melbourne

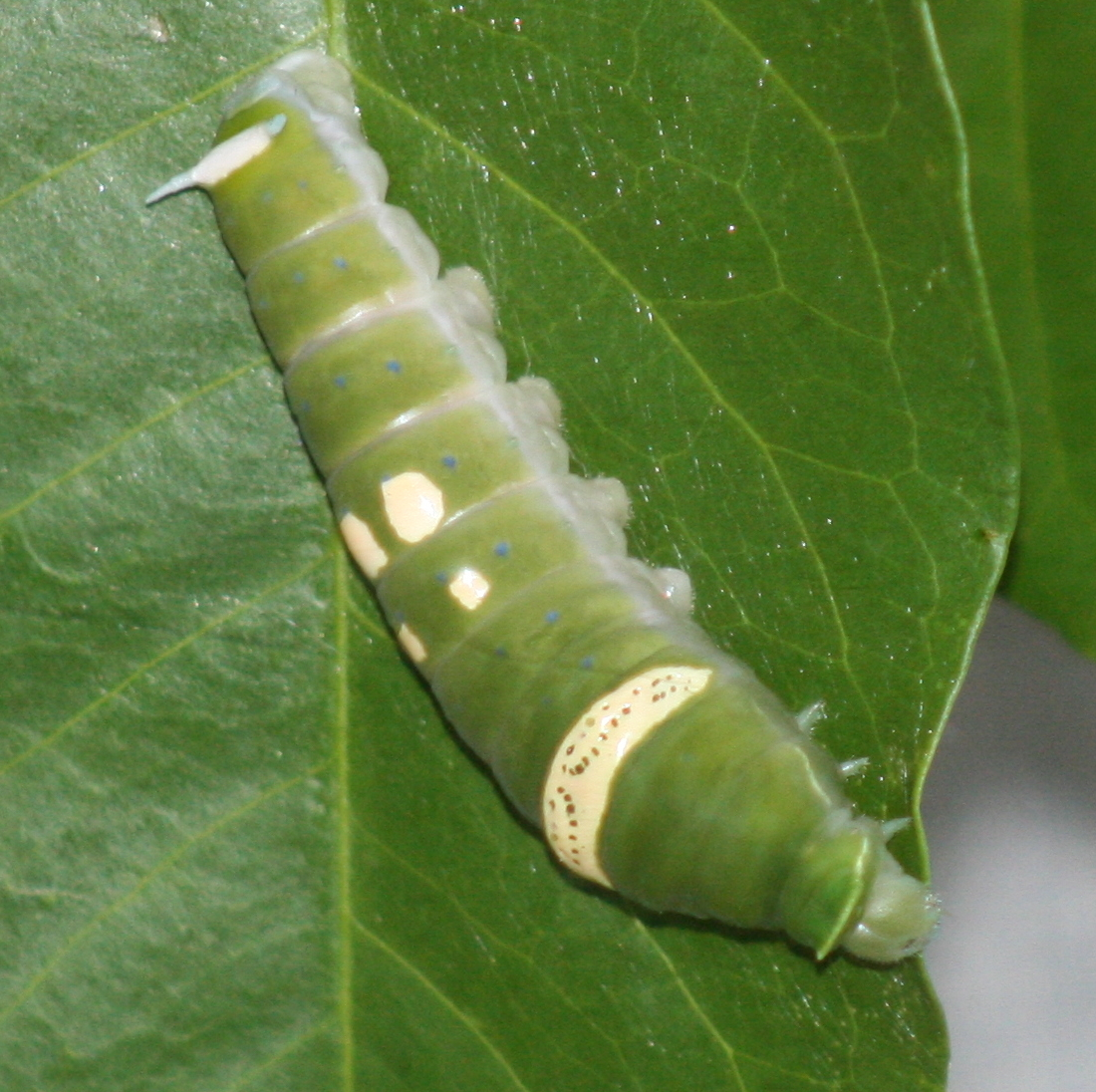
Gąsienica

Osobniki żeńskie różnią się od męskich małymi niebieskimi półksiężycami na czarnych fragmentach swoich tylnych skrzydeł.
Motyle te stosują kamuflaż, gdy np. siedzą na roślinie – wówczas intensywny niebieski kolor ich skrzydeł zanika, aby mogły one „zlać się” z otoczeniem. Męskie osobniki często przyciągane są przez niebieskie przedmioty, które przypominają im samice.
Papilio ulysses jest wykorzystywany jako symbol turystyczny w stanie Queensland.

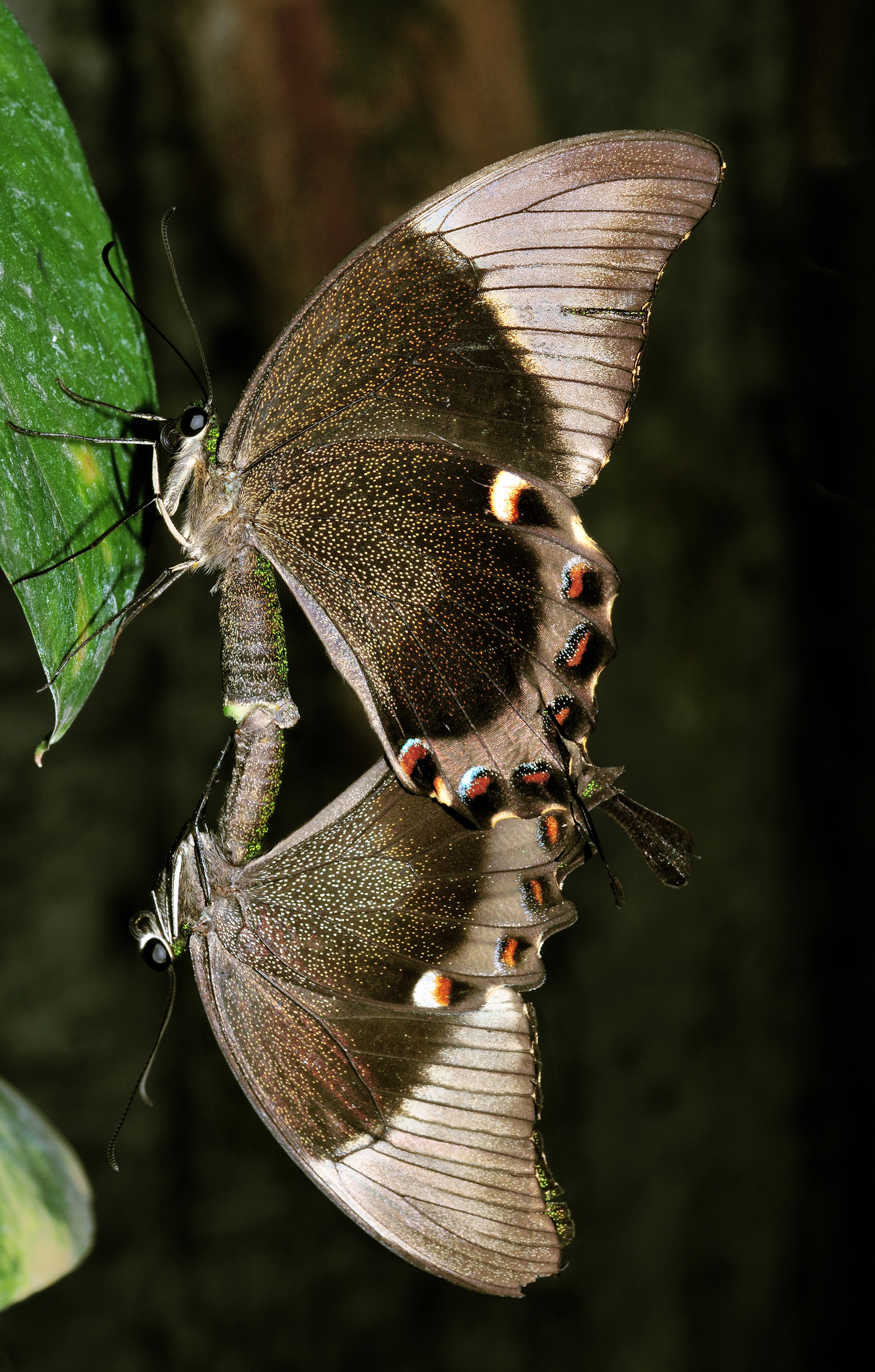
Papilio ulysses